# Lavatoio di Malesco
Nel corso dell'Ottocento venne costruito il Lavatoio di Malesco, ubicato a Malesco (Val Vigezzo) in piazza della chiesa di fianco all'Oratorio di San Bernardino da Siena.
Il progetto iniziale prevedeva la costruzione di 4 vasconi indipendenti ed un locale adibito al bucato (biaa). Attualmente, il lavatoio comunale è un unico locale rettangolare con 8 vasche al centro e due ampi finestroni sulle pareti di destra e sinistra, che permettono una buona illuminazione dell'ambiente. Lungo le pareti si trovano grosse lastre di pietra che formano un'unica panchina d'appoggio. Gli otto vasconi sono in granito, quattro per lato. Ogni vasca è lunga 190 cm, larga 115 cm ed alta esternamente 85 cm, con un piano inclinato di lavoro largo 50 cm. Ha due tubature di carico ed ogni vascone, grazie alla notevole ampiezza, permetteva a tre donne di lavare contemporaneamente, quindi 24 lavandaie in totale potevano trovare posto. Restaurato nel 2002 ora utilizzato come sala espositiva e museo.
Il lavatoio fa parte dell'ecomuseo Ed Leuzerie e di Scherpelit ed ospita una mostra permanente dedicata a Giovan Maria Salati.